# 芴醇
芴醇（英語： 或 hydrafinil）也称为9-芴醇或芴-9-醇（fluoren-9-ol）、9-羟基芴（9-hydroxyfluorene），是芴的醇衍生物，其羟基基团位于两个苯环的桥连碳原子上，常温常压下为白色奶油色状固体，易氧化为芴酮。